# Egino IV van Urach
Egino IV van Urach ook bekend als Egon IV van Urach bijgenaamd met de Baard (Urach, circa 1160 - Freiamt, 12 januari 1230) was van 1160 tot aan zijn dood graaf van Urach.

## Levensloop
Egino IV was de zoon van graaf Egino III van Urach, die rond 1160 overleed, en Cunigonde van Wasserburg. Hij werd na de dood van zijn vader graaf van Urach en huwde in 1181 met Agnes van Zähringen, dochter van hertog Berthold IV van Zähringen. Ze kregen volgende kinderen:
- Koenraad (circa 1180-1227), kardinaal, pauselijk legaat en bisschop van Porto
- Egino V (circa 1185-1236/1237), graaf van Urach en de eerste graaf van Freiburg
- Yolande (1188-1218), huwde met graaf Ulrich III van Neuenburg
- Rudolf (1205-voor 1260), graaf van Urach-Dettingen
- Berthold (1207-1242), abt van de abdijen Tennenbach, Lützel en Salem
- Agnes, huwde met markgraaf Hendrik I van Baden-Hachberg
- Hedwig (overleden in 1262), huwde met graaf Frederik van Pfirt-Altkirch

Nadat de laatste heerser uit het huis Zähringen, Berthold V van Zähringen, in 1218 stierf, erfde Egino IV het domein van de Zähringen in Breisgau, in het Zwarte Woud en de domeinen op de grens met Urach. Keizer Frederik II probeerde echter om met het erfgoed van het huis Zähringen zijn macht in Duitsland te vergroten, waardoor Egino IV niet alles van de Zähringen erfde. Zo vielen de gebieden rond Breisach, Neuenburg en Villingen-Schwenningen terug naar het Heilig Roomse Rijk.